# 羽田正見
羽田 正見（はねだ まさみ、文政9年（1826年）9月 - 明治26年（1893年））は幕末の幕臣。江戸湯島生まれ、羽田利見の子。通称十左衛門。のちに名を満佐美とした。号は安堂。
父の利見が病の為、佐渡奉行を免職となり嘉永7年（1854年）家督を継いだ。出羽国尾花沢、但馬国生野や大坂、陸奥国小名浜（安政3年 - 5年）などの代官、そして1864年に目付となった。この時、大目付黒川盛泰とともに松平頼徳の切腹申渡しを行った。その後、勘定吟味役を経て、慶応3年（1867年）8月17日勘定奉行並に就任し11月5日迄務め、作事奉行並となった。江戸開城後は駿府郊外の北安東村で帰農し子弟数百人を教育した。明治26年に68歳で没した。
著書に「貨幣通考｣などがある。